# Andreas de Moravia
Pour les articles homonymes, voir Moravia.
Andreas de Moravia (ou Andrew of Moray) était un évêque écossais du XIIIe siècle. Il peut venir de la famille de Moravia, d'origine flamande, qui étaient seigneurs de Duffus et d'autres endroits dans la région de Moray en ce temps. Durant l'épiscopat de l'évêque Bricius, il y avait aussi un homme appelé Andreas qui était recteur de l'église de St Peter à Duffus et il pourrait donc s'agir de la même personne.

## Carrière
Il fut élu évêque de Ross en 1213 mais il refusa l'élection et obtint l'accord du pape Innocent III pour sa démission. On ne peut que faire des suppositions quant à ses raisons. Cependant, en 1222, Andreas accepta son élection comme évêque de Moray à la suite de la mort de l'évêque Bricius la même année. Andreas n'était pas encore consacré le 12 mai 1223, puisqu'il est appelé évêque-élu dans une lettre du pape. Cependant, le 10 avril 1224, il est désigné comme évêque, et ainsi sa consécration eut lieu entre les deux dates. 
L'une des premières actions d'Andreas comme évêque a dû être de soumettre une requête au pape, demandant à déplacer le siège (cathedra en latin) de l'évêché de Spynie à Elgin, puisqu'il reçut la permission le 10 avril 1224. L'héritage principal d'Andreas sera la cathédrale d'Elgin où tous les évêques médiévaux de Moray auraient leur cathédrale, bien qu'ils gardent le palais de Spynie comme principale résidence personnelle. Le 19 juillet 1224, la première pierre de la nouvelle cathédrale d'Elgin fut posée dans une cérémonie, et le bâtiment fut complété peu après 1242. 
Andreas, en tant que dirigeant de l'un des plus importants évêchés d'Écosse, joua aussi un rôle dans la vie politique et religieuse de l'Écosse. Par exemple, il fut témoin pour des chartes du roi Alexandre II et fut le principal ecclésiastique qui ordonna William de Bondington comme évêque de Glasgow.

## Décès
Une lettre du pape Grégoire IX, datée du 13 avril 1231, informa le doyen et le chapitre de Moray que les élections à l'évêché étaient ouvertes. Cela suggère que le clergé de Moray avait des raisons de considérer la mort d'Andreas comme prochaine, et peut-être qu'il était malade. Sa mort ne survint pas pour une autre décennie, puisqu'il décéda à la fin de 1242. Il fut enterré au côté du chœur, sous une grande pierre en marbre bleu.